# Mangosuthu Technikon
O Mangosuthu Technikon é uma instituição de ensino superior situada em Umlazi, nos arredores de Durban, sobre o Oceano Índico. Mantém uma cooperação estreita com o comércio e a indústria de forma a assegurar que o currículo para uma determinada qualificação seja completamente relevante para a área escolhida, e que a qualificação tenha relação com as necessidades dos empregadores.
O programa dos cursos inclui estudo teórico, bem como estágios de forma a que os alunos entrem no mercado de trabalho equipados com os conhecimentos e experiência prática relevante para a carreira escolhida.
A maioria dos alunos falam a língua zulu.